# Nguyễn Văn Quyết
Nguyễn Văn Quyết (* Hà Tây, 27 de junio de 1991 - ), es un futbolista vietnamita, se desempeña como delantero. Es integrante de la Selección de fútbol de Vietnam. 

## Clubes
| Club                    | País    | Año         | Partidos | Goles |
| Thể Công                | Vietnam | 2008 - 2010 | ?        | ?     |
| Hanoi T&T Football Club | Vietnam | 2011 -      | ?        | ?     |

## Palmarés

### Campeonatos nacionales
- Copa Thanh Nien: 2010

### Distinciones individuales
- Mejor jugador 2010